# 小行星8336
小行星8336（英語：8336 Safarik）是一颗围绕太阳公转的小行星。1984年9月27日，安東寧·姆爾科斯在克列特发现了此天体。
这颗小行星的绝对星等为329.0901665873976等。